# 변경금구

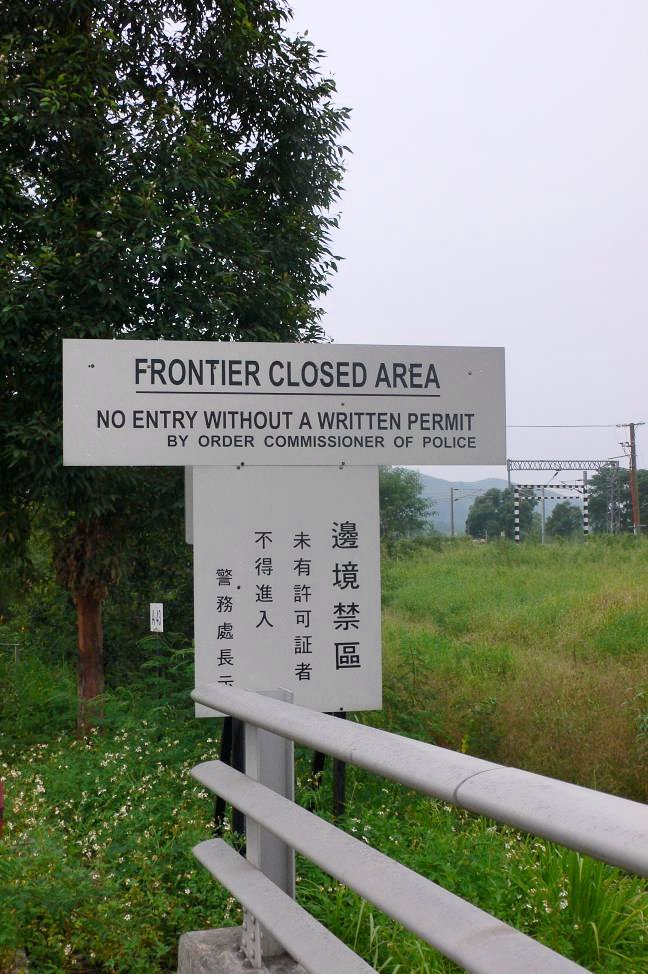
로우의 변경금구 표지판

변경금구(중국어: 邊境禁區, 월병: Bin1ging2gam3keoi1, 영어: Frontier Closed Area)는 1951년 변경금구 명령으로 설립되어, 홍콩의 경계구역으로 중국 본토와의 경계로 확장되었다. 변경금구를 출입하려면 금구 출입 허가증이 요구된다.
중국의 이민자들과 다른 불법 활동들을 방지하기 위해 세워졌으며, 금구는 중국 본토와의 경계와 나머지 홍콩 지역의 완충 지역의 역할을 하기 위해 경계 장벽으로 폐쇄되어 있다. 다변경금구 내의 개발은 엄격히 통제되어, 자연스레 동식물의 서식지가 되었다.

## 역사
변경금구는 1951년 변경금구 명령에 의해 설립되었다.
한국 전쟁 당시 이루어진 무기 밀수를 막기 위하여, 1952년 구역 내에 통행금지령이 내려졌다. 당시 마을 주민들은 경찰로부터 특별 허가를 받지 않은 한 자정부터 새벽 4시까지 외출할 수 없었다. 전쟁 이후, 통행금지령은 불법 이민을 통제하기 위해 지속되었다.
단순한 사슬 철조망이 1950년에서 1953년 동안 경계에 설치되었다. 이는 이후 사우스 차이나 모닝 포스트에서 "조잡하다"고 묘사되었으며, 당시 피난민들이 그 위에 누움으로써 간단히 철조망을 납작하게 할 수 있었다고 한다.
변경금구의 경계들은 1959년 변경금구 명령에 의해 조정되었으며, 1959년 2월 20일에 공표되었다.
1962년 당시에는 매일 수천명의 불법 피난민들이 홍콩에 들어오려 하였다. 이에 대응하여, 윤형 철조망으로 만들어진 더 튼튼한 울타리가 기존의 철조망 바로 뒤에 설치되었다.
1982년 개정된 변경금구 명령에 따라, 폐쇄 구역은 팍혹차우 인근의 마이포 서부까지 4km 확장되었다.
변경 지역은 1984년 변경금구 명령에 의해 다시 조정되었고, 1984년 9월 7일에 공표되었다. 개정안은 만캄토 구간의 위치 변경을 반영, 레이욱 마을을 변경지역에서 제외하였다.
경계 순찰 업무는 1992년 10월 영국 육군에서 현장순찰대로 이전되었다.
변경금구 내의 야간 통행금지는 1994년 8월 1일부터 중단되었다. 당시 홍콩 보안국장 알리스테어 아스프리는 이가 "개인의 권리와 불법 이민 방지에 대한 필요의 균형"을 위함이라고 밝혔다.